# 伊朗碎肉烤串
伊朗碎肉烤串（波斯語：‎）是一种伊朗式的烤肉串，用绞碎的牛肉或羊肉制成，用盐、大蒜、黑胡椒、香芹粉等调味，一般和番茄或洋葱一起食用。